# バック・ショー・スタジアム
スティーブンス・スタジアムは、カリフォルニア州サンタクララにある、サッカースタジアムである。サンタクララ大学の所有である。現在はサンタクララ大学のホームグラウンドである。収容人数は10,525人である。以前は、サンタクララ大学のアメフトチーム、野球チームと共有であったが、これら2つのチームは2005年他のスタジアムへと移転した。2015年全面改修され名称もバック・ジョー・スタジアムから改称された。